# Серпуховский 120-й пехотный полк
120-й пехотный Серпуховский полк — пехотная воинская часть Русской императорской армии.
Старшинство: 11 июля 1813 года.
Полковой праздник: 6 августа.

## Формирование
- 11.07.1813 — сформирован 52-й егерский полк.
- 1815 — 14-й егерский полк.
- 28.01.1833 — батальоны полка присоединены к Полоцкому пехотному полку.
- 06.04.1863 — из 4-го резервного и бессрочноотпускных 5-го и 6-го батальонов сформирован Полоцкий резервный пехотный полк в составе двух батальонов.
- 13.08.1863 — Полоцкий резервный пехотный полк назван Серпуховским пехотным полком и приведён в состав трёх батальонов с тремя стрелковыми ротами.
- 25.03.1864 — 120-й пехотный Серпуховский полк.
- 1879 — Из стрелковых рот и вновь сформированной 16-й роты сформирован 4-й батальон.

## Командиры
- 14.05.1863 — хх.хх.хххх — полковник Запольский, Александр Петрович
- 26.03.1867 — 15.09.1873 — полковник Вендланд, Антон Адольфович
- 15.09.1873 — 31.10.1877 — полковник Граве, Константин Владимирович
- 31.10.1877 — 27.06.1879 — полковник Саранчов, Владимир Семёнович
- 07.07.1879 — 26.07.1889 — полковник Кукель, Иван Ксаверьевич
- 13.08.1889 — 11.01.1893 — полковник Новогребельский, Станислав Станиславович
- 18.01.1893 — 01.12.1899 — полковник Фёдоров, Пётр Петрович
- 15.12.1899 — 04.06.1903 — полковник Шульц, Дмитрий Львович
- 09.06.1903 — 21.05.1905 — полковник Жегочев, Борис Константинович
- 30.11.1908 — после 01.03.1910 — полковник Роснянский, Пётр Иванович
- 24.01.1911 — 01.04.1914 — полковник Новицкий, Василий Фёдорович
- 07.07.1914 — 08.04.1915 — полковник Черемисов, Владимир Андреевич
- 22.04.1915 — 13.03.1917 — полковник Рупшинский, Иван Цезаревич
- 18.03.1917 — 29.04.1917 — полковник Карпов Н. В.
- 29.04.1917 — 18.09.1917 — полковник Кобордо, Фабиан Карлович
- 19.09.1917 — 05.10.1917 — полковник Бабинский, Константин Викторович
- 05.10.1917 — ? — полковник Бондарчук

## Знаки отличия
1. Полковое знамя Георгиевское с надписью: «За отличие при осаде и взятии Анапы и Варны в 1828 году». Пожаловано 14-му егерскому полку.
2. Поход за военное отличие. Пожалован 14-му егерскому полку за отличие в русско-турецкой войне в 1828-29 гг.
3. Знаки на головные уборы с надписью: «За отличие в Турецкую войну в 1877 и 1878 годах». Пожалованы 17.04.1878 г.